# Готто, Лиза
Лиза Готто (нем. Lisa Gotto, род. 4 февраля 1976, Бонн) — профессор теории кино в Венском университете. Ранее она была профессором киноведения в Международной киношколе Кёльна и профессором медиа и игровых исследований в Кёльнской игровой лаборатории Кёльнского технического университета. Готто специализируется на исследованиях кино, видеоигр и медиа.

## Биография
Лиза Готто окончила Кёльнский университет со степенью магистра в области театра, кино и телевидения, немецкой литературы и английской литературы в 2001 году и получила степень доктора философии в Университете Баухаус в Веймаре по медиа-исследованиям в 2006 году. С 2001 по 2007 год она была научным сотрудником и преподавателем в Университете Баухаус в Веймаре и Мюнхенском университете телевидения и кино, с 2007 по 2010 год она была доцентом в Университете Регенсбурга, с 2009 по 2010 год она была заместителем профессора в Мангеймском университете. В 2010 году она была назначена профессором киноведения (история кино / анализ кино) в Международной киношколе Кёльна, этот пост она занимала до 2018 года. С 2011 по 2012 год она была приглашённым профессором в Институте культуры и эстетики цифровых медиа Люнебургского университета Леуфана, а с 2016 по 2018 год она была профессором исследований медиа и игр в Кёльнской игровой лаборатории Кёльнского технического университета. В 2018 году она также была научным сотрудником Центра перспективных интернет-исследований (Center for Advanced Internet Studies, CAIS). С 2018 года она является профессором теории кино Венского университета. Основные исследовательские интересы Лизы Готто связаны с историей и теорией медиа, киноведением и культурой цифровых медиа. Она много публиковалась по теории и эстетике кино, истории СМИ и визуальной культуре. Она является соучредителем и соредактором журнала «Медиенкомпаратистик» (Medienkomparatistik), а также соучредителем и соредактором серии книг «Исследования культуры цифровых медиа» (Studies of Digital Media Culture).

## Избранные труды
- Big Screens, Small Forms. Visual Varieties in Digital Media Culture. Bielefeld: transcript 2022.
- Passing and Posing between Black and White. Calibrating the Color Line in U.S. Cinema. Bielefeld: transcript 2021.
- "Strike a Pose: Robot Selfies", in Exploring the Selfie. Historical, Analytical and Theoretical Approaches to Digital Self-Photography ed. Julia Eckel, Jens Ruchatz and Sabine Wirth. Basingstoke: Palgrave Macmillan 2018.
- "Fantastic Views. Super Heroes, Visual Perception and Digital Perspective", in Superhero Synergies. Comic Book Heroes Go Digital ed. James Gilmore, Matthias Stork, Lanham: Rowman & Littlefield 2014.
- "Types and Bytes: Ludic Seriality and Digital Typography", Eludamos. Journal for Computer Game Culture 8 (1), 2014.
- "Incorporations: On the Mediality of Arnold Schwarzenegger's Cinematically Built Bodies", in Arnold Schwarzenegger. Interdisciplinary Perspectives on Body and Images ed. Michael Butter et al. Heidelberg: UV Winter 2011.
- "Life in a Day / One Day on Earth. Visuality and Visibility in the Digital Arena", International Journal of the Image 1 (2), 2011.
- Eisenstein-Reader ed. Lisa Gotto with a foreword by Dominik Graf. Henschel, Leipzig 2011.